# Thomas Müntzer (1988)
Thomas Müntzer ist ein Dokumentarfilm des DEFA-Studios für Dokumentarfilme von Klaus Schulze aus dem Jahr 1988.

## Handlung
Während der Blick über die Dächer von Mühlhausen bis zur Marienkirche am Horizont geht, stellte der Kommentar die Fragen: „Was dachte, was fühlte er? Welche Ziele hatte er?“ Das zu klären versucht dieser Film, der über die wichtigsten Stationen Thomas Müntzers, von seinem Geburtsort bis zum Ort seiner qualvollen Hinrichtung berichtet. Zusätzlich werden Illustrationen und Gemälde aus dem 16. Jahrhundert eingeblendet.
Die erste Station ist Müntzers Geburtsstadt Stolberg, gezeigt wird hier eine Holzschnitzerei am ehemaligen Haus der Familie. Der Blick geht durch die engen Gassen, über den Marktplatz, auf das Rathaus und Fachwerkhäuser mit den davor stehenden Touristen, die von Fremdenführern die historischen Bauten erklärt bekommen, wozu auch das Schloss Stolberg und die St.-Martini-Kirche gehören. Hier weist Pastor Franz während seiner Predigt darauf hin, dass das Gemeindezentrum neben der Kirche den Namen von Thomas Müntzer trägt, der vor 500 Jahren lebte und ein Prediger sowie Theologe war, der sich in der Bibel genauso gut auskannte, wie sein Priesterkollege und schließlich auch Widerpart Martin Luther.
Mit einem Blick auf das Rathaus der Stadt Zwickau und das eingerüstete Gewandhaus daneben sowie über den Zwickauer Dom und die Katharinenkirche verweist der Film auf eine weitere wichtige Station im Leben Müntzers. Der Kommentar zum Schwenk von der Kanzel auf den Flügelaltar im Dom weist darauf hin, dass die sozialen Gegensätze zur damaligen Zeit in Zwickau besonders stark sind. Müntzer predigt von einem Reich göttlicher Gerechtigkeit, seine Worte werden zum Zündstoff in den sozialen Auseinandersetzungen, weshalb die Mächtigen der Stadt ihn entlassen. Bevor er geht,  mahnt er seinen Nachfolger, das einfache Volk nicht zu vergessen, nur um den Mächtigen gefallen. Mit Sicht auf die modernen Wohnhausfassaden, den Hauptmarktplatz und die Fußgänger in der Innenstadt, wird auf die vielen Erinnerungen an Thomas Müntzer in der Stadt hingewiesen.
Ein Stich von Allstedt gibt einen Hinweis auf einen nächsten wichtigen Ort in Müntzers Wirken als Pfarrer, der dort in der St. Johanniskirche predigt. Ein Blick auf das Schloss von Allstedt, welches dem Landesherrn Friedrich dem Weisen von Sachsen gehörte und das heute eine Müntzer-Gedenkstätte beherbergt, macht darauf aufmerksam, dass dieser die Reformation im Sinne Luthers förderte, weshalb Müntzer gehofft haben mag, hier Unterstützung zu finden. Und hier kann Müntzer erstmals seine reformatorischen Ideen in die Tat umsetzen. Mit einem Blick auf eine Bergehalde, die sich drehenden Räder des Förderturms der Schachtanlage „Thomas Müntzer“ und auf Bergleute, die die Kupfermine zum Schichtwechsel verlassen, verweist der Kommentar darauf, dass Müntzers radikale Ideen besonders bei den Bergknappen Zustimmung finden und sich immer mehr Bergleute, vor allem aus dem Mansfelder Revier, dem Allstedter Bund anschließen.
Nun führt ein Schwenk über die Dächer der Stadt Mühlhausen bis auf den Turm der Marienkirche. In den Straßen der Innenstadt werden Schulkinder mit ihren Eltern gezeigt. Mühlhausen ist die Stadt, in der Müntzer unter dem Eindruck des beginnenden Bauernkrieges, die Aufständischen als Werkzeuge göttlichen Willens zum Sturz der Tyrannen erkennt. Die Kamera zeigt das Müntzer-Denkmal aus dem Jahre 1957 vor der Stadtmauer, die Fachwerkhäuser in der Holzstraße und die ehemalige Amtswohnung Müntzers. Von der Kanzel der St. Marienkirche verkündet Müntzer ein Programm der Umgestaltung, wodurch sich für die Armen und Rechtlosen vieles verbessert. Sie erhalten im Rathaus Sitz und Stimme, Nahrungsmittel, Kleidung und Land werden verteilt. Heute wird die Marienkirche restauriert und für Konzerte mit Musik aus der Zeit Thomas Müntzers genutzt.  
Die Fahrt geht durch die Landschaft um Frankenhausen mit Blick über eine Straße mit Fachwerkhäusern um dann über die Hügel des ehemaligen Schlachtfeldes um Frankenhausen zu schwenken. Der Kommentar erläutert, dass Müntzer als Feldprediger mit den Aufständischen in diese Schlacht zieht und mit ihm einige hundert bewaffnete Bürger aus Mühlhausen, vor allen Bauern, Handwerksgesellen, Bergwerksknappen und Tagelöhner.  Mit seinen Predigten will er sie mit dem Bewusstsein göttlicher Kraft und Hilfe ausstatten. Doch der ungleiche Kampf endet blutig, denn die Fürstenheere fallen über die Aufständischen her, dabei schien die Freiheit so greifbar nah. Ein Blick über das riesige Bauernkriegspanorama des Leipziger Malers Werner Tübke im Panoramamuseum sowie Ausschnitte aus dem DEFA-Film Thomas Müntzer – Ein Film deutscher Geschichte lassen die Kämpfe erneut aufleben. 
Nach einer Aufzählung der verschieden und vielfältigen Ehrungen, die Thomas Müntzer in der DDR erfährt, werden am Schluss des Films Studenten der Martin-Luther-Universität Halle-Wittenberg und Jugendliche der umliegenden Dörfer bei der Instandsetzung des alten Festungsgrabens einer Wehranlage aus der Zeit der Bauernkriege gezeigt. Die Festung Heldrungen ist die letzte und qualvollste Station im Leben Müntzers, denn hier wird er gefoltert, ehe man ihn 1525 hinrichtet. Jetzt wird diese Burg zur internationalen Stätte der Begegnungen junger Menschen ausgebaut.

## Produktion
Thomas Müntzer wurde im Auftrag des Ministeriums für Auswärtige Angelegenheiten der DDR von der KAG camera auf ORWO-Color gedreht. Für die Dramaturgie war Rolf Hempel verantwortlich und der Kommentar wurde von Rolf Scholz und Rudi Hein geschrieben. 